# Short track ai VII Giochi asiatici invernali - 500 metri maschili
La specialità dei 500 metri maschili di short track dei VII Giochi asiatici invernali si è svolta il 1º febbraio 2011 al Velodromo Saryarka di Astana, in Kazakistan.

## Risultati

### Batterie

#### Gruppo 1
| Class | Atleti                  | Tempo    | Note |
| ----- | ----------------------- | -------- | ---- |
| 1     | Lee Ho-suk (KOR)        | 42.325   | Q    |
| 2     | Takahiro Fujimoto (JPN) | 42.725   | Q    |
| 3     | Yang Bo-kai (TPE)       | 1:01.425 |      |

#### Gruppo 2
| Class | Atleti                | Tempo    | Note |
| ----- | --------------------- | -------- | ---- |
| 1     | Liang Wenhao (CHN)    | 42.057   | Q    |
| 2     | Aidar Bekzhanov (KAZ) | 43.748   | Q    |
| 3     | Barton Lui (HKG)      | 1:18.040 |      |

#### Gruppo 3
| Class | Atleti                 | Tempo    | Note |
| ----- | ---------------------- | -------- | ---- |
| 1     | Ryosuke Sakazume (JPN) | 43.470   | Q    |
| 2     | Tsai Yu-lun (TPE)      | 47.593   | Q    |
| 3     | Lucas Ng (SIN)         | 50.124   |      |
| 4     | Kim Byeong-jun (KOR)   | 1:14.302 |      |

#### Gruppo 4
| Class | Atleti                       | Tempo    | Note |
| ----- | ---------------------------- | -------- | ---- |
| 1     | Han Jialiang (CHN)           | 42.534   | Q    |
| 2     | Artur Sultangaliyev (KAZ)    | 43.782   | Q    |
| 3     | Ganbatyn Mönkh-Amidral (MGL) | 1:15.295 |      |

### Semifinali

#### Gruppo 1
| Class | Atleti                 | Tempo  | Note |
| ----- | ---------------------- | ------ | ---- |
| 1     | Liang Wenhao (CHN)     | 41.999 | QA   |
| 2     | Ryosuke Sakazume (JPN) | 42.563 | QA   |
| 3     | Aidar Bekzhanov (KAZ)  | 42.675 | QB   |
| 4     | Tsai Yu-lun (TPE)      | 46.014 | QB   |

#### Gruppo 2
| Class | Atleti                    | Tempo  | Note |
| ----- | ------------------------- | ------ | ---- |
| 1     | Lee Ho-suk (KOR)          | 42.366 | QA   |
| 2     | Takahiro Fujimoto (JPN)   | 42.551 | QA   |
| 3     | Artur Sultangaliyev (KAZ) | 43.425 | QB   |
| 4     | Han Jialiang (CHN)        | 43.645 | QB   |

### Finali

#### Finale B
| Class | Atleti                    | Tempo  |
| ----- | ------------------------- | ------ |
| 1     | Han Jialiang (CHN)        | 42.936 |
| 2     | Artur Sultangaliyev (KAZ) | 43.021 |
| 3     | Aidar Bekzhanov (KAZ)     | 45.369 |
| 4     | Tsai Yu-lun (TPE)         | 45.889 |

#### Finale A
| Class   | Atleti                  | Tempo  |
| ------- | ----------------------- | ------ |
| Oro     | Liang Wenhao (CHN)      | 41.983 |
| Argento | Takahiro Fujimoto (JPN) | 42.124 |
| Bronzo  | Ryosuke Sakazume (JPN)  | 42.543 |
| —       | Lee Ho-suk (KOR)        | PEN    |